# San Miguel de Allende
20°55′00″N 100°44′45″V / 20.91667°N 100.74583°V
San Miguel de Allende er en lille by i Allende kommune i Guanajuato i Mexico. Den har ca. 60 000 indbyggere og ligger 1 910 meter over havet. Byen står på UNESCOs verdensarvliste på grund af dens vigtige kulturelle og arkitektoniske bidrag til den mexicanske barok og dens rolle i landets kamp for selvstændighed. I centrum er de fleste bygninger malet røde, orange eller gule.

## Links
- Wikimedia Commons har flere filer relateret til San Miguel de Allende
- officiel hjemmeside